# Rinus van Schendelen

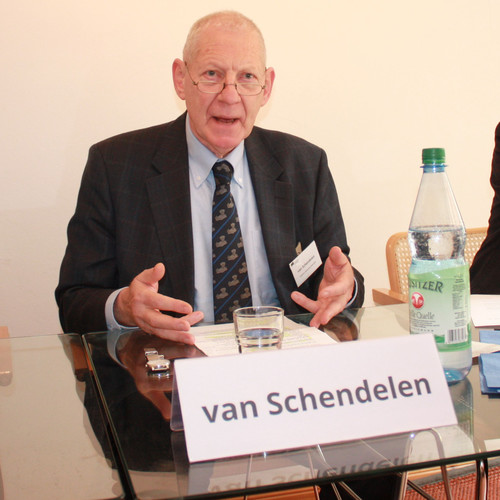
Rinus van Schendelen bei einer Veranstaltung in Berlin 2012.

Rinus van Schendelen (mit vollem Namen  Marinus Petrus Christophorus Maria van Schendelen, * 12. Juli 1944 in Heemstede; † 5. September 2024 in Rotterdam) war ein niederländischer Politikwissenschaftler.

## Leben
Van Schedelen wurde 1944 geboren. Er promovierte 1975 in Rotterdam und war ab 1980 Professor für Politische Wissenschaften an der Erasmus-Universität Rotterdam. Er ist Autor oder Coautor von über 200 Artikeln in nationalen und internationalen Fachzeitschriften und von über 30 Monographien. Seine Forschungsschwerpunkte lagen im Bereich Europäische Union, den Beziehungen zwischen Wirtschaft und Politik, Lobbying, Public Affairs, Parlamentswissenschaft, niederländische Politik und den Beziehungen zwischen Bevölkerung und Eliten.
Als sein Hauptwerk gilt sein Buch „Die Kunst des EU-Lobbyings“, in dem er die europäische Interessenvertretung zwischen Politik, Verwaltung und Lobbyismus im Mehrebenensystem der Europäischen Union analysiert. In Deutschland bemängelte er, dass sich die Europakoordinierung der Bundesregierung nicht genügend auf das Phänomen des Lobbyismus eingestellt habe.
2002 vermittelte Van Schendelen das Zustandekommen des college van burgemeester en wethouders in der Gemeinde Rotterdam nach den ersten Gemeinderatswahlen.

## Werke
- Rinus van Schendelen: Die Kunst des EU-Lobbyings. Erfolgreiches Public Affairs Management im Labyrinth Brüssels. Lexxion, Der Juristische Verlag, Berlin 2012, ISBN 978-3-86965-194-1.